# Sant Ferriòu d'Aurora
Saint-Ferréol-d'Auroure és un municipi francès situat al departament de l'Alt Loira i a la regió d'Alvèrnia-Roine-Alps. L'any 2007 tenia 2.182 habitants.

## Demografia

### Població
El 2007 la població de fet de Saint-Ferréol-d'Auroure era de 2.182 persones. Hi havia 793 famílies de les quals 125 eren unipersonals (33 homes vivint sols i 92 dones vivint soles), 269 parelles sense fills, 351 parelles amb fills i 48 famílies monoparentals amb fills.
La població ha evolucionat segons el següent gràfic:
Habitants censats

### Habitatges
El 2007 hi havia 880 habitatges, 806 eren l'habitatge principal de la família, 45 eren segones residències i 28 estaven desocupats. 782 eren cases i 98 eren apartaments. Dels 806 habitatges principals, 697 estaven ocupats pels seus propietaris, 96 estaven llogats i ocupats pels llogaters i 13 estaven cedits a títol gratuït; 1 tenia una cambra, 28 en tenien dues, 92 en tenien tres, 251 en tenien quatre i 434 en tenien cinc o més. 702 habitatges disposaven pel capbaix d'una plaça de pàrquing. A 240 habitatges hi havia un automòbil i a 526 n'hi havia dos o més.

### Piràmide de població
La piràmide de població per edats i sexe el 2009 era:
| Homes | Edats   | Dones |
| ----- | ------- | ----- |
| 0     | 95 o +  | 0     |
| 0     | 90 a 94 | 0     |
| 0     | 85 a 89 | 0     |
| 12    | 80 a 84 | 12    |
| 0     | 75 a 79 | 24    |
| 36    | 70 a 74 | 12    |
| 40    | 65 a 69 | 32    |
| 60    | 60 a 64 | 44    |
| 40    | 55 a 59 | 40    |
| 60    | 50 a 54 | 64    |
| 100   | 45 a 49 | 88    |
| 112   | 40 a 44 | 96    |
| 100   | 35 a 39 | 88    |
| 88    | 30 a 34 | 116   |
| 36    | 25 a 29 | 36    |
| 56    | 20 a 24 | 44    |
| 100   | 15 a 19 | 80    |
| 108   | 10 a 14 | 48    |
| 76    | 5 a 9   | 80    |
| 76    | 0 a 4   | 80    |

## Economia
El 2007 la població en edat de treballar era de 1.497 persones, 1.096 eren actives i 401 eren inactives. De les 1.096 persones actives 1.042 estaven ocupades (544 homes i 498 dones) i 54 estaven aturades (26 homes i 28 dones). De les 401 persones inactives 157 estaven jubilades, 143 estaven estudiant i 101 estaven classificades com a «altres inactius».

### Ingressos
El 2009 a Saint-Ferréol-d'Auroure hi havia 876 unitats fiscals que integraven 2.362,5 persones, la mediana anual d'ingressos fiscals per persona era de 20.000 €.

### Activitats econòmiques
Dels 76 establiments que hi havia el 2007, 1 era d'una empresa alimentària, 1 d'una empresa de fabricació de material elèctric, 5 d'empreses de fabricació d'altres productes industrials, 21 d'empreses de construcció, 12 d'empreses de comerç i reparació d'automòbils, 4 d'empreses de transport, 3 d'empreses d'hostatgeria i restauració, 1 d'una empresa d'informació i comunicació, 2 d'empreses financeres, 4 d'empreses immobiliàries, 11 d'empreses de serveis, 6 d'entitats de l'administració pública i 5 d'empreses classificades com a «altres activitats de serveis».
Dels 27 establiments de servei als particulars que hi havia el 2009, 1 era una oficina de correu, 1 una oficina bancària, 3 tallers de reparació d'automòbils i de material agrícola, 1 paleta, 2 guixaires pintors, 5 fusteries, 2 lampisteries, 6 electricistes, 3 perruqueries, 2 restaurants i 1 saló de bellesa.
Dels 4 establiments comercials que hi havia el 2009, 1 era una botiga de menys de 120 m², 1 una fleca, 1 una carnisseria i 1 una botiga de mobles.
L'any 2000 a Saint-Ferréol-d'Auroure hi havia 17 explotacions agrícoles que ocupaven un total de 368 hectàrees.

## Equipaments sanitaris i escolars
L'únic equipament sanitari que hi havia el 2009 era una farmàcia.
El 2009 hi havia 2 escoles elementals.

## Poblacions més properes
El següent diagrama mostra les poblacions més properes.